# Placas
Placas – miasto i gmina w Brazylii, w stanie Pará. Znajduje się w mezoregionie Baixo Amazonas i mikroregionie Santarém.